# František Huml
František Huml (20. prosince 1944 Litvínov – 8. července 2014 Polanka nad Odrou) byl československý fotbalový obránce a sportovní novinář.
Děti: Marcela Humlová (10.10.1972) a Alena Humlová (11.12.1974).

## Fotbalová kariéra
Hrál za Spartak Hradec Králové a Baník Ostrava. Získal ligový titul v roce 1976 s Baníkem Ostrava. V československé lize odehrál 167 utkání a dal 3 góly. Za reprezentační B-tým odehrál v roce 1966 1 utkání. V evropských pohárech nastoupil ve 3 utkáních v Poháru vítězů pohárů a v 6 utkáních v Poháru UEFA. V nižších soutěžích hrál i za VOKD Poruba.

## Ligová bilance
| Ročník                                   | Zápasy | Góly | Klub                   |
| ---------------------------------------- | ------ | ---- | ---------------------- |
| 1. československá fotbalová liga 1965/66 | 16     | 0    | Spartak Hradec Králové |
| 1. československá fotbalová liga 1966/67 | 25     | 0    | Spartak Hradec Králové |
| 1. československá fotbalová liga 1969/70 | 13     | 0    | Baník Ostrava          |
| 1. československá fotbalová liga 1970/71 | 30     | 2    | Baník Ostrava          |
| 1. československá fotbalová liga 1971/72 | 29     | 0    | Baník Ostrava          |
| 1. československá fotbalová liga 1972/73 | 20     | 0    | Baník Ostrava          |
| 1. československá fotbalová liga 1973/74 | 18     | 0    | Baník Ostrava          |
| 1. československá fotbalová liga 1974/75 | 12     | 1    | Baník Ostrava          |
| 1. československá fotbalová liga 1975/76 | 4      | 0    | Baník Ostrava          |
| Česká národní fotbalová liga 1978/79     | -      | -    | VOKD Poruba            |
| CELKEM 1. liga                           | 167    | 3    |                        |